# Kistormás
Kistormás (németül: Klaadarmisch vagy Kleindarmisch) község Tolna vármegyében, a Szekszárdi járásban.

## Fekvése
Tolna megye középső részén fekszik, a Tolnai–Hegyhát dombjai közt, Szekszárdtól 28 kilométerre északnyugatra, Gyönktől délkeletre. Központján a Kölesd-Pincehely közti 6313-as út halad végig, ezen érhető el a 61-es főútról letérve, illetve a 63-as főút irányából is.

## Története
A kistormási völgyben bronzkori leleteket és kelta ezüstpénzeket találtak.
A 18. század elején a település Kölesddel együtt Sinzendorf, majd a Mercy gróf birtokába kerül. Mercy, a temesvári Bánát telepítési biztosa saját birtokain is szívesen telepített le németeket. A nagyrészt Nassauból és Hessen-Darmstadtból érkezett telepesekkel elsősorban Kistormás pusztát kívánta benépesíteni. Mivel az volt a terve, hogy később egyesíti Kölesddel, a német telepesek egy részét a kölesdi győzelem emlékét őrző Harc-hegyen túl helyezte el. Tervét azonban a kölesdi református magyarok és a kistormási evangélikus németek között 1725-ben, majd 1730-ban támadt villongások miatt elvetette. A területet gróf Apponyi Antal vásárolta meg. Halála után három fia közül Antal örökölte. Egyed Antal 1829-ben gyűjtött adatokat a faluról: "Erdeje, folyóvize nem lévén, különösen becsben tartották a kistormásiak a szőlőhegyeiket, ahol nagyrészt vörösbort termeltek. ... Orvosa a falunak még nem volt."
A legtöbben 1900-ban lakták a falut, 1150 főt tartottak számon.
Kistormás 1938 és 1947 között egyesítve volt Kölesddel, kezdetben Tormáskölesd, majd 1939-től Kölesd néven.
A második világháború utáni lakosságcsere lényegesen megváltoztatta a népesség összetételét. Telepesek érkeztek az Alföldről, a csehszlovák-magyar lakosságcsere keretében a Felvidékről. A falunak 1990 óta önálló önkormányzata van. Körjegyzőség működik Kölesddel. 1996-ban avatták fel a háborús emlékművet, a község áldozatainak emlékére.

## Közélete

### Polgármesterei
- 1990–1994: Takács Zsolt (MDF-FKgP)[4]
- 1994–1998: Takács Zsolt (független)[5]
- 1998–2000: Fejős József (független)[6]
- 2001–2002: …
- 2002–2006: Csapó László (független)[7]
- 2006–2010: Csapó László (MSZP)[8]
- 2010–2014: Csapó László (független)[9]
- 2014–2016: Csapó László (független)[10]
- 2016–2019: Pintér Ferenc (független)[11]
- 2019–2024: Pintér Ferenc (független)[12]
- 2024– : Borza Ferenc (független)[1]

A településen 2001. február 25-ére időközi polgármester-választást (és képviselő-testületi választást) írtak ki, az előző képviselő-testület önfeloszlatása miatt, ám a választás elegendő számú jelölt hiányában elmaradt. Ugyanígy jártak a településen élők a bő három hónappal és szűk fél évvel későbbre, május 27-ére, illetve augusztus 12-ére kiírt újabb időközi választásokkal is.
2016. július 3-án újból időközi polgármester-választást kellett tartani Kistormáson, az előző polgármester lemondása miatt.

## Népesség
A település népességének változása:
| Lakosok száma | 342  | 333  | 339  | 253  | 277  | 272  | 273  |
|               | 2013 | 2014 | 2015 | 2021 | 2022 | 2023 | 2024 |

A 2011-es népszámlálás során a lakosok 98,5%-a magyarnak, 5,5% cigánynak, 0,6% németnek mondta magát (1,5% nem nyilatkozott; a kettős identitások miatt a végösszeg nagyobb lehet 100%-nál). A vallási megoszlás a következő volt: római katolikus 42,1%, református 5,2%, evangélikus 1,2%, felekezeten kívüli 20,4% (30,5% nem nyilatkozott).
2022-ben a lakosság 89,2%-a vallotta magát magyarnak, 1,8% németnek (10,5% nem nyilatkozott; a kettős identitások miatt a végösszeg nagyobb lehet 100%-nál). Vallásuk szerint 22,5% volt római katolikus, 4% református, 1,1% evangélikus, 0,4% görög katolikus, 2,9% egyéb katolikus, 26,7% felekezeten kívüli (42,6% nem válaszolt).

## Nevezetességei
A német telepesek 1777-ben barokk stílusban építették fel a falu evangélikus templomát. A műemlékvédelem alatt álló épület megsüllyedt, tornya megdőlt, 2006-ban életveszélyessé nyilvánították, azóta elhagyottan áll. Berendezése – az oltár, a padok, a keresztelőkút – a templommal egykorú, és szintén barokk.